# Catalogus Ninivensis

Pagină din „Catalogus Ninivensis”

Catalogus Ninivensis este un catalog al mănăstirilor premonstratense din Transilvania și Ungaria alcătuit între 1236 și 1241. Catalogul conține toate aceste așezăminte vizitate de către abatele Fredericus în 1235 și se păstrează într-o copie realizată la Ninove în secolul al XV-lea.
În acest catalog se află prima atestare documentară a Brașovului, menționată fiind mănăstirea de călugărițe din acest oraș: „claustra sororum [...] in Hungaria [...] Dyocesis Cumanie: Corona”.